# Wallie Coetsee
Wallie Coetsee (Tzaneen, 11 juli 1972) is een Zuid-Afrikaans golfer die actief is op de Sunshine Tour.

## Loopbaan
Voordat van Tonder een golfprofessional werd, in 1992, was hij een golfamateur. In 1992 maakte hij zijn debuut op de Southern Africa Tour.
In 1997 behaalde Coetsee zijn eerste profzege op de Sunshine Tour door het FNB Nambia Open te winnen. Op 18 mei 2014 behaalde hij zijn tweede zege op de Sunshine Tour door het Mopani Copper Mines Zambia Open te winnen.

## Prestaties

### Professional
Sunshine Tour
| Nr. | Datum             | Toernooi                        | Score           | Score | Info  |
| --- | ----------------- | ------------------------------- | --------------- | ----- | ----- |
| 1   | 13 september 1997 | FNB Nambia Open                 | 69+69+65=203    | –10   | [ 1 ] |
| 2   | 18 mei 2014       | Mopani Copper Mines Zambia Open | 65+69+68+71=273 | –15   | [ 2 ] |